# Gökbin
Gökbin eller getingbin (Nomada) är ett stort släkte solitära bin i insektsordningen steklar. 

## Beskrivning
Gökbin har en längd på mellan 5 och 14 millimeter. Vissa av arterna är påtagligt lika getingar med sin gulsvarta teckning, medan andra har mera rött i teckningen, ibland med det gula ersatt med vitt, eller är helt röd- och svarttecknade. De är inte heller lika håriga som de flesta andra bin, och honorna saknar pollenkorg för att samla pollen.

## Ekologi
Gökbin är boparasiter och lägger sina ägg i bon av främst sandbin, men även fibblebin, blomsterbin eller långhornsbin. Man kan se dem flyga över marken och leta efter bon av dessa bin. Honan lägger ett ägg i en larvcell som värdhonan redan har lagt ett ägg i och fyllt med näring. När larven kläcks äter den först upp värdlarven och lever sedan av den insamlade näringen.
Arterna hämtar nektar främst från korgblommiga växter med lättåtkomlig nektar, som maskrosor och fibblor, men kan besöka ett stort antal blommor.

## Systematik
Gökbin är ett stort släkte med cirka 800 arter, varav drygt 200 i Europa.
Det vetenskapliga släktnamnet är bildat av det gammalgrekiska ordet nomas (strövande).

## Arter i Sverige och Finland
Det finns 35 arter gökbin i Sverige (varav en, storgökbi, troligtvis utdöd) och 26 arter i Finland. Nedan beskrivs status (inklusive saknad art) med "(S)" efter parametern för Sverige, "(F)" för Finland. Utelämnad statusuppgift innebär en livskraftig art.
| Svenskt namn   | Vetenskapligt namn   | Status                                 | Värdbi                                                         |
| -------------- | -------------------- | -------------------------------------- | -------------------------------------------------------------- |
| bryngökbi      | Nomada opaca         | nära hotad (S) och (F)                 | brynsandbi                                                     |
| droppgökbi     | Nomada guttulata     | nära hotad (S), saknas (F)             | blodsandbi                                                     |
| fibblegökbi    | Nomada facilis       | akut hotad (S), nationellt utdöd (F)   | slåttersandbi (troligen)                                       |
| fransgökbi     | Nomada stigma        | sårbar (S), nationellt utdöd (F)       | märgelsandbi                                                   |
| fröjdgökbi     | Nomada obtusifrons   | sårbar (S) och (F)                     | fröjdsandbi                                                    |
| fältgökbi      | Nomada subcornuta    | sårbar (S) och (F)                     |                                                                |
| gläntgökbi     | Nomada moeschleri    |                                        |                                                                |
| gullgökbi      | Nomada fulvicornis   | saknas (F)                             | lönnsandbi, stålsandbi, rapssandbi, kustsandbi                 |
| gyllengökbi    | Nomada goodeniana    |                                        | lönnsandbi, gyllensandbi, nyponsandbi, kustsandbi, sobersandbi |
| hallongökbi    | Nomada fusca         |                                        |                                                                |
| höstgökbi      | Nomada roberjeotiana |                                        | blodrotssandbi                                                 |
| ljunggökbi     | Nomada rufipes       |                                        | ljungsandbi                                                    |
| majgökbi       | Nomada marshamella   |                                        | hagtornssandbi, kanske även gyllensandbi och nyponsandbi       |
| mogökbi        | Nomada alboguttata   |                                        | mosandbi, kanske även silversandbi                             |
| mörkgökbi      | Nomada fuscicornis   | starkt hotad (S)                       | småfibblebi                                                    |
| praktgökbi     | Nomada fucata        | saknas (F)                             | bandsandbi                                                     |
| prickgökbi     | Nomada flavopicta    | starkt hotad (F)                       | lusernbi, blåklocksbi, rödtoppebi                              |
| sandgökbi      | Nomada baccata       | starkt hotad (S), sårbar (F)           |                                                                |
| silvergökbi    | Nomada argentata     | akut hotad (S), saknas (F)             | guldsandbi                                                     |
| skogsgökbi     | Nomada panzeri       |                                        | krusbärssandbi, äppelsandbi, blåbärssandbi                     |
| slåttergökbi   | Nomada integra       | starkt hotad (S), nationellt utdöd (F) | slåttersandbi                                                  |
| smågökbi       | Nomada flavoguttata  |                                        | småsandbi, morotssandbi, lundsandbi, smultronsandbi            |
| sommargökbi    | Nomada tormentillae  | sårbar (F)                             |                                                                |
| storgökbi      | Nomada sexfasciata   | nationellt utdöd (S), saknas (F)       | långhornsbi                                                    |
| strimgökbi     | Nomada striata       |                                        | ärtsandbi, väpplingsandbi, ginstsandbi, rödklöversandbi        |
| sälggökbi      | Nomada lathburiana   |                                        | sälgsandbi, sobersandbi                                        |
| trädgårdsgökbi | Nomada ruficornis    |                                        | trädgårdssandbi                                                |
| vialgökbi      | Nomada villosa       | saknas (F)                             | vialsandbi                                                     |
| videgökbi      | Nomada leucophthalma |                                        | videsandbi, spetssandbi, flodsandbi                            |
| vårgökbi       | Nomada ferruginata   |                                        | vårsandbi                                                      |
| väddgökbi      | Nomada armata        | sårbar (S) och (F)                     | väddsandbi                                                     |
| åsgökbi        | Nomada obscura       |                                        | åssandbi                                                       |
| ängsgökbi      | Nomada fabriciana    | saknas (F)                             | ängssandbi, parksandbi                                         |
| ölandsgökbi    | Nomada similis       | sårbar (S)                             | storfibblebi                                                   |
| bandgökbi      | Nomada signata       | saknas (F)                             | glödsandbi                                                     |
|                | Nomada succincta     | saknas (S)                             |                                                                |